# Marc Quintili Var (militar)
Marc Quintili Var (en llatí: Marcus Quintilius Varus) va ser un militar romà del segle iii aC. Era fill del pretor Publi Quintili Var. Formava part de la gens Quintília, una antiga gens romana d'origen patrici, i era de la família dels Var.
Va tenir diverses funcions militars però la seva actuació més memorable la va tenir a la batalla en què el seu pare va derrotar a Magó Barca, el germà d'Hanníbal, a la Gàl·lia Cisalpina, en la qual se'l menciona com a altament distingit.